# Торян, Александр Сергеевич
Алекса́ндр Серге́евич Торя́н (3 июля 1986) — российский футболист, нападающий.

## Карьера
В раннем возрасте уехал в Латвию. Выступал в составе «Вентспилса» и «Динабург». Бронзовый призёр чемпионата Латвии, принимал участие в розыгрыше кубка УЕФА.
29 октября 2005 года в игре Первой лиги Латвии между «ОСЦ/ФК33» и «Вентспилсом-2» забил 12 голов.
Вернувшись в Россию, играл в ряде клубов второй лиги. Последней его командой был «Губкин», за который Торян не провел ни одной игры.

## Достижения
- Бронзовый призёр чемпионата Латвии по футболу (1): 2005,